# Samostan Kristovog reda
Samostan Kristovog reda (portugalski: Convento de Cristo) je rimokatolički samostan u gradu Tomaru, u središnjem Portugalu. 
Izgrađen kao templarska utvrda u 12. stoljeću, nakon njihova raspuštanja u 14. stoljeću portugalski templari su se reorganizirali u Vitezove Kristovog reda koji su u 15. stoljeću snažno poduprijeli pomorska istraživanja. Samostan je jedno od najvažnijih povijesnih i umjentičkih spomenika i kao takav je upisan na UNESCO-ov popis mjesta svjetske baštine u Europi 1983. godine.

## Povijest
Templarsku utvrdu u Tomaru je izgradio Gualdim Pais, provincijski zapovjednik templara, oko 1160. godine kao pograničnu utvrdu prema Maurima koji su tada vladali južno od rijeke Tagus. Koncem 12. stoljeća izgrađena je slavna okrugla crkva (rotunda) i romanički klaustar, a utvrda je odabrana za prijestolnicu templara u Portugalu. Unutar zidina saomostana, još od konca 12. stoljeća, bila je ženska zajednica nazvana Santa Maria do Castelho. Prema kršćanskim kroničarima, utvrda je 1190. godine odbila napad kalifa Abu Jusufa al-Mansura koji je iste godine osvojio portugalske utvrde na jugu. Na ulazu u samostansku crkvu stoji ploča koja navodi ovaj događaj.
Templarski red je ukinut, imovina oduzeta, a njihovi pripadnici su proganjani širom Europe od 1312. – 14., ali su u Portugalu svi pristupili viteškom Kristovom redu, koji je 1319. osnovao portugalski kralj Dinis I. Red se preselio u Tomarsku utvrdu koja je postala njihovim stožerom 1357. godine. 
Najvažniji veliki majstor Kristovog reda je bio portugalski kraljević, Henrik Moreplovac, koji je vladao od 1417. do svoje smrti 1460. godine. Za njegove vladavine snažno su podržavane istraživačke morske ekspedicije portugalskih moreplovaca što je urodilo velikim geografskim otkrićima. Henrik je dao proširiti samostan s novim sobama i klaustrima, a sponzorirao je i razvoj samog grada Tomara.
Drugi važni veliki majstor Reda bio je kralj Manuel I. Portugalski, koji je ovu dužnost obavljao od 1484. do 1492. godine kada je postao portugalskim kraljem. 
Njegov nasljednik, Ivan III. Portugalski, je demitalizirao Red i uredio ga prema cistercitskim pravilima 1532. godine. 
Tijekom portugalske prijestolonasljedničke krize 1581. godine (nakon što je mladi kralj Sebastijan I. Portugalski poginuo u bitci protiv Maura ne ostavivši iza sebe nasljednika), portugalsko plemstvo se sastalo u Tomarskom samostanu gdje je za kralja priznat Filip II., španjolski kralj. Bio je to početak Iberijske unije (1581. – 1640.) tijekom koje su Portugal i Španjolska bili ujedinjeni. U to vrijeme je izgrađen i veličanstveni samostanski akvedukt.

## Odlike
Samostanska crkva Rotunda je, poput mnogih drugih templarskih crkava, izgrađena po uzoru na Kupolu na stijeni u Jeruzalemu, džamiju za koju su templari mislili kako je ostatak Salomonova hrama, ili pak po uzoru na Baziliku Svetog groba. Crkva je izvana poligonalna građevina s 16 kutova na kojima su potpornji polustupovi između njih okrugli prozori i jedan zvonik. Iznutra je oktagon s galerijama povezanima lukovima. 
Henrik Moreplovac je u 15. stoljeću dodao romanički brod (arhitektura), gotički klaustar i slavni prozor na samostanskoj kući koji je reljefnim vijencima, s motivima grba Reda, uredio portugalski arhitekt Diogo de Arruda 1510. godine. Za vladavine Manuela I. u 15. stoljeću izgrađen je novi brod uz okruglu crkvu, te je ukrašena slikama i skulpturama manuelinskog stila.
Ivan III. Portugalski je dao izgraditi novi klaustar 1557. godine koji je jedan od najboljih primjera renesansne arhitekture u Portugalu. Arhitekt João de Castilho je uvećao samostan, a radove je nastavio arhitekt Diego de Torralva 1557., da bi ga dovršio Filipe Terzi 1591. godine.
God. 1618., za španjolske vladavine, izgrađena je Kraljevska kuća i 5 km dug akvedukt do samostana.
- Unutrašnjost rotunde
- Slavni prozor samostanske kuće (Diogo de Arruda 1510.-13.)
- Gotički klaustar (15. st.)
- Renesansni klaustar Ivana III.
- Akvedukt samostana

## Vanjske poveznice
- Portugalski insitut arhitektonske baštine (engl.)
- Ured za nacionalnu baštinu i spomenike (port.)